# 1760 w polityce

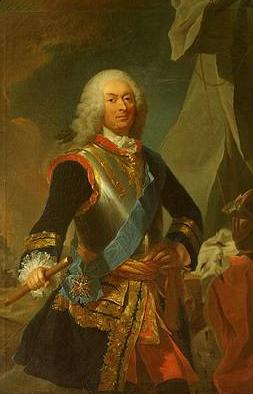
Wilhelm VIII Heski

Wydarzenia polityczne w 1760 roku.

## Zmarli
- 1 lutego Wilhelm VIII Heski, landgraf Hesji-Kassel[1].